# Ялалов, Ирек Ишмухаметович
Ире́к Ишмухаметович Ялалов (род. 27 января 1961, Уфа, Башкирская АССР, РСФСР, СССР) — Вице-президент Международной Ассамблеи столиц и крупных городов СНГ (МАГ). Сенатор Совета Федерации Федерального Собрания Российской Федерации от законодательного органа государственной власти Республики Башкортостан (2018—2023), глава Администрации городского округа город Уфа Республики Башкортостан (2012—2018), министр жилищно-коммунального хозяйства Республики Башкортостан (2010—2011).
С 9 марта 2022 года находится под персональными санкциями 27 стран ЕС, Великобритании, США, Канады, Швейцарии, Австралии, Украины, Новой Зеландии.

## Образование
Окончил Уфимский нефтяной институт по специальности инженер-строитель и Уфимский юридический институт МВД РФ по специальности юрист.

## Биография
- 1983—1986 — мастер, прораб СУ-6 треста Крупнопанельного домостроения
- 1986—1989 — секретарь Октябрьского РК ВЛКСМ г. Уфы
- 1989—1990 — инструктор идеологического отдела, инструктор сектора социально-экономического анализа Октябрьского РК КПСС
- 1990—1995 — Международный межотраслевой концерн «Восток», заместитель директора МП Востокстрой −2, директор МП Востокстрой −7
- 1995—2001 — директор Представительства ЗАО «Совинком»
- 2001—2002 — заместитель главы администрации Октябрьского района г. Уфы.
- 2002—2004 — начальник Управления коммунального хозяйства и благоустройства администрации г. Уфы
- 2004—2005 — начальник Управления по обеспечению жизнедеятельности города администрации г. Уфы
- 2006—2008 — начальник Управления по обеспечению жизнедеятельности города Администрации городского округа город Уфа РБ
- 2008—2009 — начальник Управления коммунального хозяйства и благоустройства Администрации городского округа город Уфа РБ
- 2009—2010 — первый заместитель главы Администрации городского округа город Уфа Республики Башкортостан.
- 2010—2011 — министр жилищно-коммунального хозяйства Республики Башкортостан.
- 2011—2012 — исполняющий обязанности главы Администрации городского округа город Уфа Республики Башкортостан.
- 2012—2018. — глава Администрации городского округа город Уфа Республики Башкортостан.
- с 2018 — Сенатор Российской Федерации.

Женат, двое детей.

## Международные санкции
Из-за поддержки российской агрессии и нарушения территориальной целостности Украины во время российско-украинской войны находится под персональными международными санкциями разных стран.
9 марта 2022 года, на фоне вторжения России на Украину, внесён в санкционный список всех стран Европейского союза так как он голосовал за ратификацию договоров о дружбе с самопровозглашёнными ЛНР и ДНР.
24 марта 2022 года внесён в санкционный список Канады «соратников режима» за «содействие в нарушения суверенитета и территориальной целостности Украины»
30 сентября 2022 года внесён санкционный список Соединённых Штатов Америки «за аннексию Путиным регионов Украины» и одобрения закона о фейках. Государственный департамент отмечает что сенаторы «проголосовали за одобрение просьбы Путина о вводе войск в Украину, что послужило неоправданным предлогом для полномасштабного вторжения России в Украину».
По аналогичным основаниям, с 15 марта 2022 года находится под санкциями Великобритании. С 16 марта 2022 года находится под санкциями Швейцарии. С 21 апреля 2022 года находится под санкциями Австралии. Указом президента Украины Владимира Зеленского от 7 сентября 2022 находится под санкциями Украины. С 3 мая 2022 года находится под санкциями Новой Зеландии.

## Звание
- Действительный муниципальный советник 1 класса.

## Награды и почётные звания
Звания:
- Заслуженный строитель Республики Башкортостан (2016)[9].

Награды:
- Медаль «За заслуги в проведении Всероссийской переписи населения» (2002)
- Медаль «За заслуги в проведении Всероссийской переписи населения» (2010 г.)
- Орден Дружбы (2015)
- Юбилейная медаль «20 лет Астане» (2019)
- Орден почёта (2021)